# Richard Fleischer
Richard Fleischer (Brooklyn, New York, 8 december 1916 - Los Angeles, 25 maart 2006) was een Amerikaans filmregisseur.
Hij werd geboren als de zoon van animatie-pionier Max Fleischer (de man achter onder andere Betty Boop en Popeye). Hij studeerde drama aan Yale. In 1942 ging hij werken voor de newsreels van RKO-Pathé in New York. Later regisseerde en schreef hij ook zijn eigen korte films, zoals de This is America-serie en de Flicker Flashbacks, een compilatie van scènes uit vergeten stomme films.
In 1946 ging hij werken in de RKO-studio in Hollywood. Hier regisseerde hij zijn eerste lange speelfilms, waaronder enkele films noirs als The Clay Pigeon (1949), Follow Me Quietly (1949), The Armored Car Robbery (1950) en The Narrow Margin (1952). In 1947 kreeg hij een Oscar voor zijn documentaire Design for Death.
In 1954 regisseerde hij voor Walt Disney (zijn vaders vroegere concurrent) voor het eerst een film met een hoog budget, 20,000 Leagues Under the Sea. Hierna regisseerde hij meerdere grote films, vaak actie-avonturenfilms met veel special effects als The Vikings (1958), Barabbas (1962), Fantastic Voyage (1966), Tora! Tora! Tora! (1970), de sciencefictionfilm Soylent Green (1973) en Mr. Majestyk (1974). Ook toonde hij interesse voor het leven van moordenaars, waarin hij sociaal commentaar leverde op de samenleving, in films als Compulsion (1959), The Boston Strangler (1968) en 10 Rillington Place (1971).
Alhoewel veel van zijn films succesvol waren, zaten er ook enkele beruchte flops tussen, zoals Dr. Dolittle (1967) en Che! (1969). Tot in de jaren tachtig maakte hij films, als The Jazz Singer (1980), Conan the Destroyer (1984), Red Sonja (1985) en Million Dollar Mystery (1987), maar deze waren zelden grote successen.
Fleischer beheerde de rechten op zijn vaders creatie Betty Boop. In 1993 verscheen zijn autobiografie, Just tell me when to cry. Richard Fleischer overleed een natuurlijke dood in het Californische Motion Picture and Television Hospital. Hij is 89 jaar oud geworden.

## Filmografie (selectie)
- Design for Death (1947)
- The Clay Pigeon (1949)
- Follow Me Quietly (1949)
- Armored Car Robbery (1950)
- His Kind of Woman (1951)
- The Narrow Margin (1952)
- The Happy Time (1952)
- 20,000 Leagues Under the Sea (1954)
- The Vikings (1958)
- Compulsion (1959)
- The Big Gamble (1961)
- Barabbas (1962)
- Fantastic Voyage (1966)
- Dr. Dolittle (1967)
- The Boston Strangler (1968)
- Tora! Tora! Tora! (1970)
- 10 Rillington Place (1971)
- Soylent Green (1973)
- Mr. Majestyk (1974)
- Mandingo (1975)
- The Jazz Singer (1980)
- Amityville 3-D (1983)
- Conan the Destroyer (1984)
- Red Sonja (1985)
- Million Dollar Mystery (1987)